# 瀋陽飛機設計研究所
中国航空工业集团公司沈阳飞机设计研究所，简称航空工业沈阳所（601所），成立于1961年8月，是中华人民共和国成立后组建最早的飞机设计研究所，主要从事战斗机、无人机的设计研发和航空前沿技术预先研究，为空海军提供高端武器装备。
为中国航空事业培养众多人材，被誉为“航空英才的摇篮”。也是硕士、博士研究生招生培养单位，设有博士后工作站。
601所研制的歼-8、歼-11、歼-15、四代机和无人机五大系列，40多种航空武器装备作为主力机种已批量装备空海军部队。
2019年3月，沈阳所在江苏省成立了扬州协同创新研究院。